# 根癌農桿菌
根癌農桿菌（學名：Agrobacterium tumefaciens），农杆菌属，是一種存在土壤中桿狀的革蘭氏陰性菌 (Smith et al., 1907)，可導致140多種雙子葉植物產生冠瘤.